# Joseph Raphson

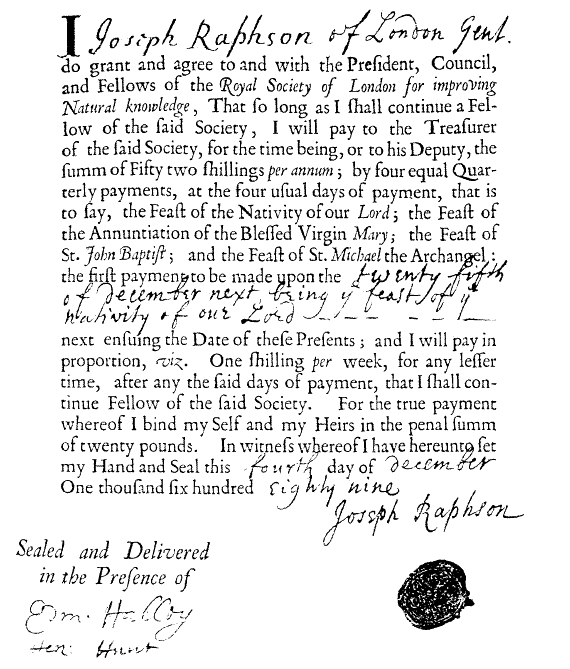
Impreso de acceso de Raphson en la Royal Society.

Joseph Raphson (Middlesex, Inglaterra, 1648 - 1715) fue un matemático inglés conocido por desarrollar el método de Newton-Raphson. 

## Biografía
Los conocimientos acerca de su vida privada son más bien escasos, incluso existen dudas acerca de las fechas de nacimiento y de muerte. Los datos que nos han llegado proceden del historiador matemático Florian Cajori. Estudió en el Jesus College de Cambridge y se graduó en ciencias exactas en 1692. Ingresó como miembro de la Royal Society a petición de Edmund Halley.
El método de Newton-Raphson es llamado así debido a que en 1691 lo publica en su libro Aequationum Universalis, en 1690, que contenía este método para aproximar raíces. Newton en su libro Método de las fluxiones describe el mismo método, en 1671, pero no fue publicado hasta 1736, lo que significa que Raphson había publicado este resultado 46 años antes. Aunque no fue tan popular como los trabajos de Newton, se le reconoció posteriormente.